# Californium(III)-bromid
Californium(III)-bromid ist ein Bromid (Salz der Bromwasserstoffsäure) des künstlichen Elements und Actinoids Californium mit der Summenformel CfBr3. In diesem Salz tritt Californium in der Oxidationsstufe +3 auf.

## Eigenschaften
Californium(III)-bromid ist ein grüner Feststoff. Bei zunehmenden Temperaturen zersetzt es sich teilweise zum Californium(II)-bromid (CfBr2):
{\displaystyle {\ce {2 CfBr3 ->[\Delta T] 2 CfBr2 + Br2}}}
Californium(III)-bromid kristallisiert sowohl im AlCl3- als auch im FeCl3-Typ. Im ersten Fall ist das Cf-Ion sechsfach koordiniert und die drei voneinander unabhängigen Cf–Br-Bindungslängen betragen 279,5 ± 0,9 pm, 282,7 ± 1,1 pm und 282,8 ± 0,8 pm.
Obwohl sich durch zunehmende Temperatur der Anteil des zweiwertigen Californiums vergrößert, konnte nur die monokline Struktur (AlCl3-Typ) für das CfBr3 nachgewiesen werden.
Beim radioaktiven Zerfall des Berkeliumisotops 249Bk zu 249Cf bleiben Oxidationszahl und die jeweilige Kristallstruktur erhalten. Das sechsfach koordinierte BkBr3 (AlCl3-Typ, monokline Struktur) erzeugt ein sechsfach koordiniertes CfBr3; das achtfach koordinierte BkBr3 (PuBr3-Typ, orthorhombische Struktur) erzeugt ein achtfach koordiniertes CfBr3, eine zuvor unbekannte Form des CfBr3.
Die Lösungsenthalpie von Californium(III)-bromid in 1 M Salzsäure (bei 298,15 ± 0,05 K und p0 = 101.325 kPa) wurde mit −(181,4 ± 0,9) kJ·mol−1 gemessen. Zusammen mit den Ergebnissen der Lösungsenthalpie von Californium-Metall konnte die Standardbildungsenthalpie (ΔfH0) auf −(752,5 ± 3,2) kJ·mol−1 bestimmt werden.